# Fort Qu'Appelle (schip, 1942)
De Fort Qu'Appelle was een Brits stoomvrachtschip (North Sands) van 7.127 ton, dat door een Duitse onderzeeboot tot zinken werd gebracht tijdens de Tweede Wereldoorlog.

## Geschiedenis
Het schip werd afgebouwd in maart 1942 door Burrard Dry Dock Co., Noord-Vancouver, Canada. De eigenaar was Ben Line Steam (William Thomson & Co.), Leith, Londen, waar ze ook haar thuishaven had. Ze werd genoemd naar Fort Qu'Appelle, een plaats (town) in de Canadese provincie Saskatchewan.
Het schip werd uitgeleend door de Amerikaanse War Shipping Administration (WSA), verhuurd en gecharterd voor het Britse Ministerie van Oorlog (MoWT). Haar lading bestond uit een algemene lading, waaronder 500 ton aceton. Haar eerste reisroute begon vanuit Vancouver - Seattle - Panama - Kingston, Jamaica - Halifax naar Groot-Brittannië. Daar zou het schip nooit aankomen.
Op 7 mei 1942 pikte de Fort Qu'Appelle 22 overlevenden op van het getorpedeerde vrachtschip Green Island, dat een dag eerder tot zinken werd gebracht door de U-125 van kptlt. Ulrich Folkers. De Fort Qu'Appelle bracht hen terug op 9 mei naar Kingston, Jamaica. De Fort Qu'Appelle zette daarna haar reis verder.
De Fort Qu'Appelle die onder bevel stond van kapitein Wilfred Alexander Murray, en die met het nieuwe schip haar eerste reis deed, samen met escorteschepen, werd echter op haar beurt op 17 mei 1942, omstreeks 04.45 u, zelf getorpedeerd door de U-135 van kptlt.Friedrich-Hermann Praetorius, en zonk ten noorden van Bermuda op positie 39°50' N en 63°30' W.
Kapitein Murray, 12 bemanningsleden en een kanonnier verloren allen hierbij het leven. Tien bemanningsleden en een andere kanonnier werden opgepikt door HMCS Melville (J 263), onder commando van LtCdr. R. T. Ingram. Hij bracht hen terug naar Shelburne, Nova Scotia, Canada, op 19 mei 1942.